# Santa Maria del Voló
Santa Maria del Voló és l'església parroquial en part romànica del poble del Voló, a la comuna del mateix nom de la comarca del Rosselló (Catalunya del Nord).
Està classificada com a monument històric.
És en el centre de la cellera a partir de la qual s'originà la població del Voló. La placeta de davant de la portalada romànica havia estat el cementiri parroquial.

## Història

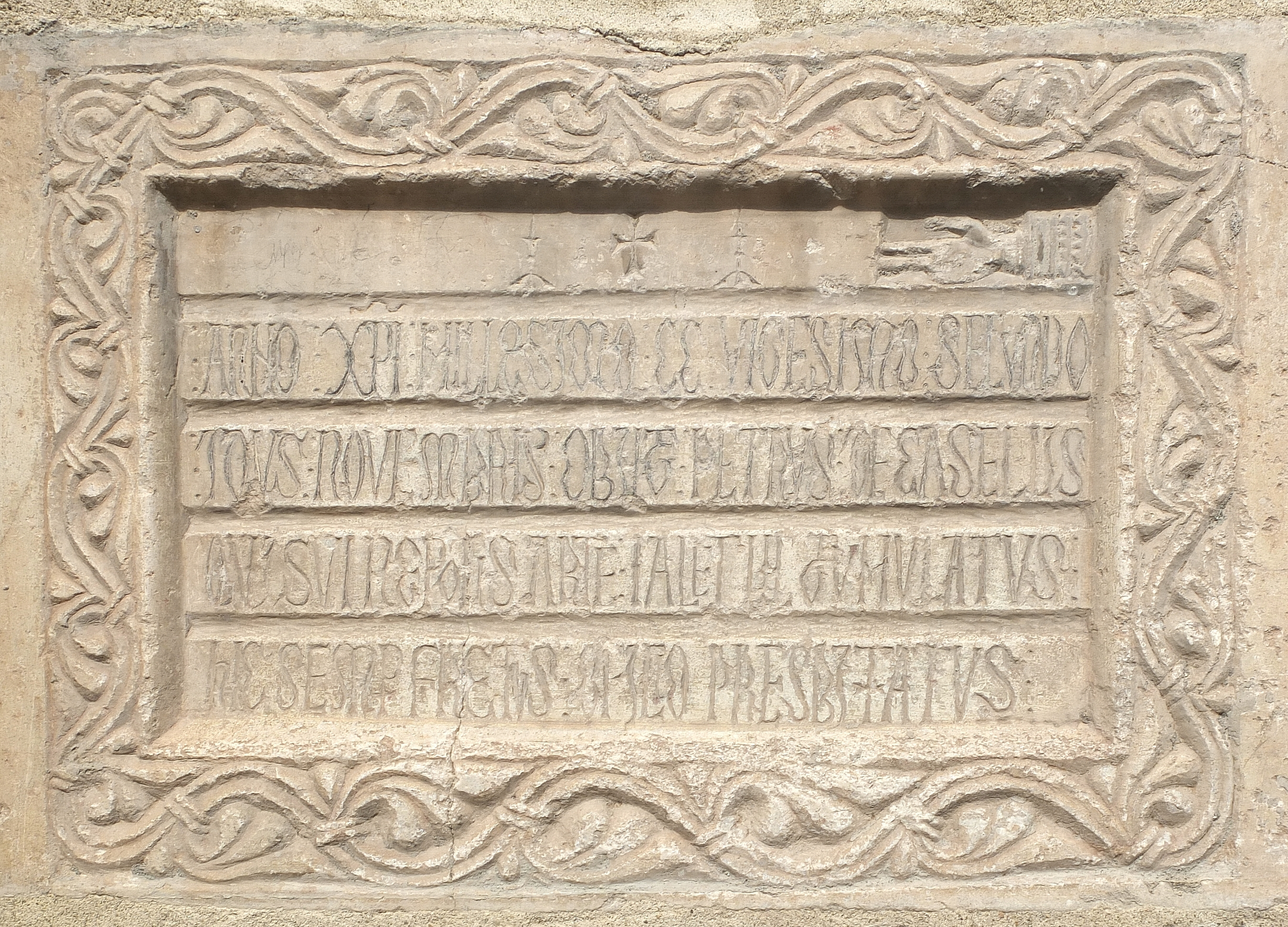
Làpida de Pere de Caselles (+ 1220)

L'església està documentada d'ençà l'any 976, sota les advocacions de Santa Maria i Sant Antoni Abat. Un segon esment data del 1016, en una donació d'una vinya del seu terme a l'abadia de Santa Maria d'Arles. Els documents posteriors que en parlen daten ja del segle xiv o més tard, i fan referència a donacions, beneficis, o a l'obra del temple.

## L'edifici

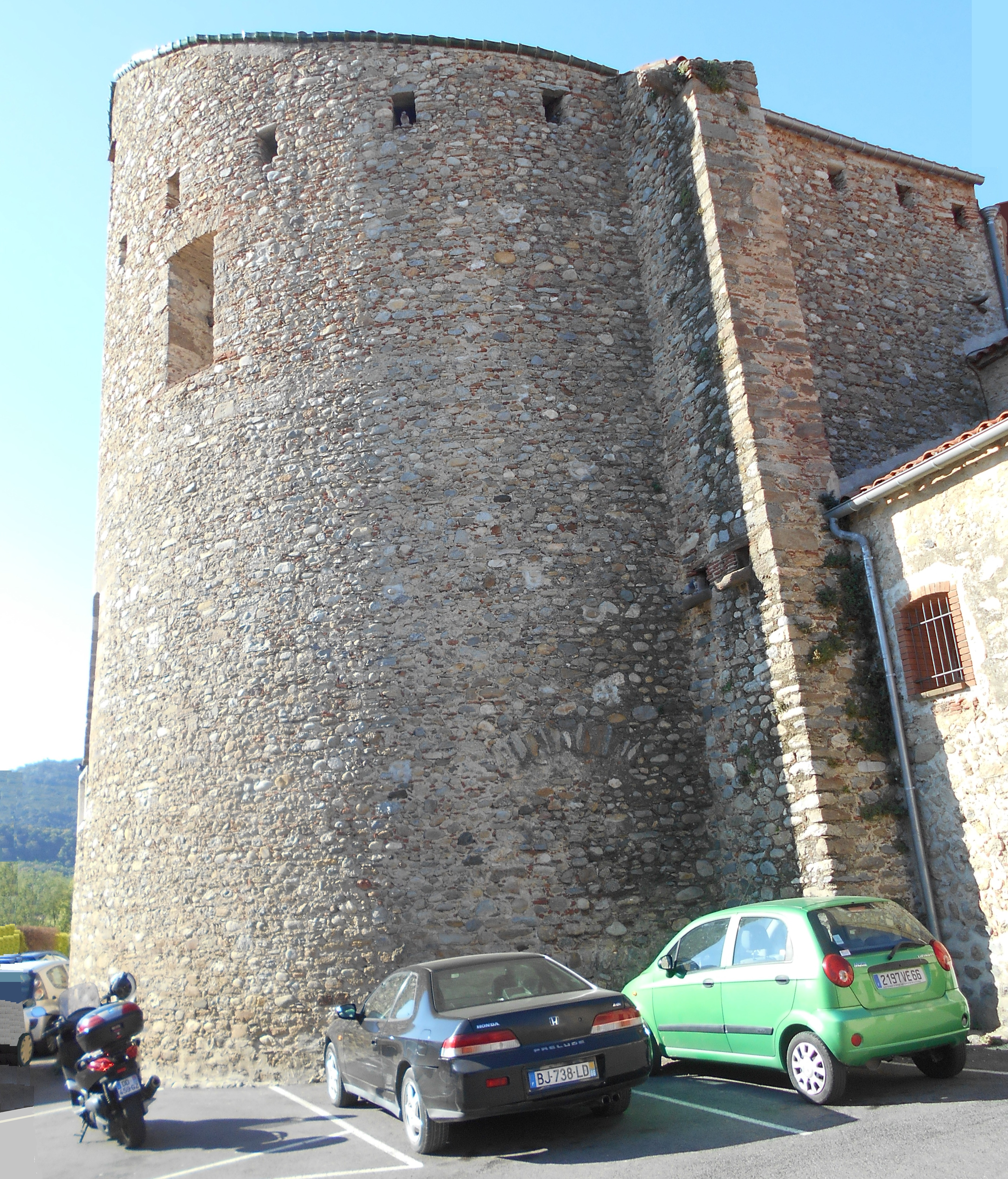
Absis del segle XVII

Al llarg del temps ha patit diverses destruccions parcials, entre ells, la caiguda del campanar durant la nit del 24 de desembre del 1840. Fou reconstruït vint anys després.

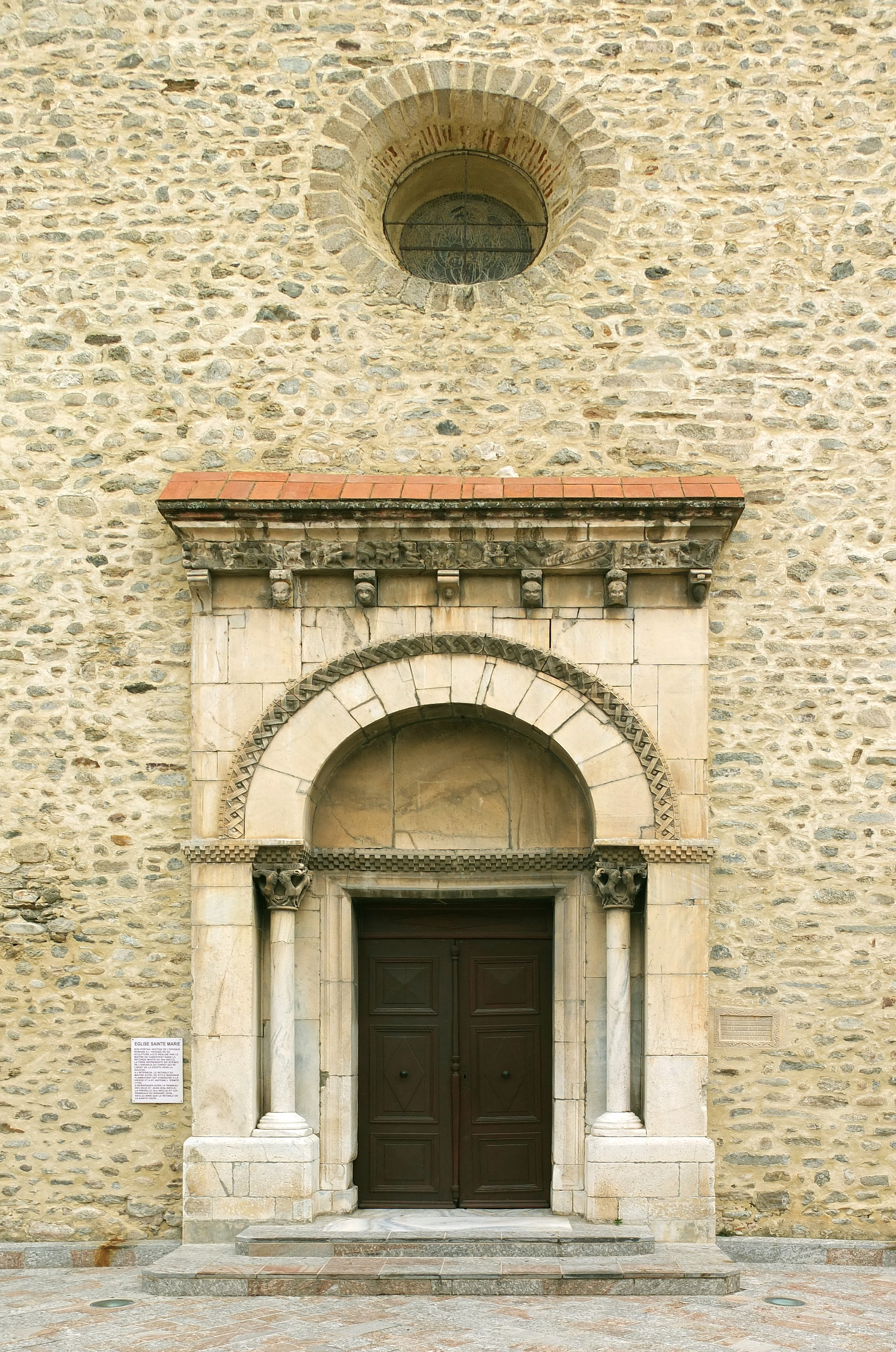
Portal

De l'època romànica conserva part dels murs meridional i occidental, a més del notable portal de marbre blanc, datat a la segona meitat del segle xii i atribuït al taller del Mestre de Cabestany. Està ornat amb escultures d'escenes de la història de la Mare de Déu i la naixença de Jesús.
La nau principal de l'església és bàsicament una obra gòtica del segle xiv, coberta amb volta de creueria, tot i que al XVII se'n modificà la capçalera i s'obriren dues capelles laterals, engrandint i sobrealçant encara més l'església. Corresponent també a l'etapa gòtica, a l'interior hi ha un retaule del segle xv pintat sobre fusta.

## La portalada
Feta de marbre blanc de Ceret, presenta una arquivolta formada per un sol arc adovellat, sostingut per dues columnes cilíndriques amb un bell capitell esculpit al capdamunt. El timpà és llis, però hi ha un fris esculpit amb un escacat en relleu. Paral·lela a l'arquivolta de la porta, més amunt, hi ha una segona arquivolta com a guardapols, treballada amb una trena. Per damunt del conjunt hi ha un fris que reposa en set mènsules esculpides. El fris representa tot d'escenes relacionades amb la Mare de Déu, a qui és advocada l'església: de dreta a esquerra, l'Anunci de l'Àngel als Pastors, la Nativitat, el Bany de l'Infant, l'Epifania, la Fugida a Egipte i la Dormició de la Mare de Déu.
L'obra d'aquesta portalada, com el claustre d'Elna, és plenament atribuïble al taller del Mestre de Cabestany.
| La portalada romànica | La portalada romànica     | La portalada romànica |
| --------------------- | ------------------------- | --------------------- |
| Capitell esquerre     | Part alta de la portalada | Capitell dret         |
| Capitell esquerre     | Part alta de la portalada | Capitell dret         |

| Fris superior de la portalada | Fris superior de la portalada | Fris superior de la portalada | Fris superior de la portalada | Fris superior de la portalada | Fris superior de la portalada   |
| ----------------------------- | ----------------------------- | ----------------------------- | ----------------------------- | ----------------------------- | ------------------------------- |
| La Dormició de la Mare de Déu | La Fugida a Egipte            | L'Epifania                    | El bany de l'Infant           | La Nativitat                  | L'anunci de l'àngel als pastors |
| La Dormició de la Mare de Déu | La Fugida a Egipte            | L'Epifania                    | El bany de l'Infant           | La Nativitat                  | L'anunci de l'àngel als pastors |